# Stazione di Fermo Santa Lucia
La stazione di Fermo Santa Lucia è stata una stazione ferroviaria posta lungo la ex linea ferroviaria a scartamento ridotto Porto San Giorgio-Fermo-Amandola chiusa il 27 agosto 1956, a servizio del comune di Fermo.

## Storia
La costruzione dell'impianto risale all'anno 1906, i cantieri della linea infatti erano cominciati intorno al giugno 1905, con la posa della prima pietra il 2 agosto.
La stazione fu inaugurata insieme alla linea il 14 dicembre 1908, con il nome di Fermo S. Marco poi Santa Lucia; in quel periodo presentava buona parte degli impianti che caratterizzeranno la storia ferroviaria dell'area, tranne per la palazzina del servizio, edificata nell'ottobre 1911 e la piccola biglietteria che comparirà negli anni '20.
Di interesse notevole la tecnica usata per la costruzione dell'officina principale e della palazzina degli uffici, infatti l'ing. Ernesto Besenzanica decise di provare una muratura mista al cemento armato, quest'ultimo usato estensivamente nella costruzione della Ferrovia Sangritana;
Intorno al novembre 1909 venne finito l'allestimento delle apparecchiature delle officine.
Con l'elettrificazione della linea, nel periodo tra il 1927-1928, l'area venne equipaggiata con l'apparecchiatura sufficiente per il servizio con i rotabili elettrici, il deposito venne diminuito di capienza, la piattaforma girevole rimossa e i palazzi ferroviari vennero tinteggiati di giallo ocra, in sostituzione del colore rosa che avevano i fabbricati durante il servizio a vapore.
Durante la guerra l'area fu colpita da ordigni bellici che portarono a danni alla palazzina degli uffici e nel dopoguerra l'area ricevette un ulteriore rimessa.
Il 27 agosto 1956, alle ore 19:50, l'ultimo treno del servizio passeggeri, trainato dall'elettromotrice n.23, arrivò per l'ultima volta alla stazione di S. Lucia.
Dopo la chiusura della ferrovia, lo scalo ferroviario di Fermo fu usato per il rimessaggio del materiale rotabile ferroviario, che venne completamente smantellato nel 1959; contemporaneamente, venne adattata l'area al rimessaggio di autobus e filobus della società Ferrovie Adriatico Appennino (FAA), i primi per il servizio sostitutivo della ferrovia da Porto S. Giorgio ad Amandola, i secondi per la Filovia Fermo-Porto San Giorgio, ai quali venne adibita specificatamente la rimessa costruita negli anni post bellici.
Nel 1977 l'area venne privata degli impianti per le vetture filoviarie, dopo la chiusura della tratta.
Con la costruzione negli anni '80 di via Salvo d'Acquisto sul vecchio tracciato ferroviario, l'area venne adibita al servizio automobilistico, e demolita la piccola rimessa costruita ad inizio '900, per il rimessaggio e la riverniciatura dei treni. Intorno agli stessi anni l'area fu asfaltata.
Con la trasformazione della direzione al servizio di Fermo della società FAA nella ditta di trasporti pubblici Steat, l'area venne perfezionata all'uso come ricovero per i mezzi su gomma, come si presenta ai giorni nostri.

## Strutture e impianti
La Fermata di Santa Lucia era classificata come fermata di prima categoria, quindi, era dotata di un fabbricato viaggiatori, tre binari passanti, una biglietteria che stava adiacente al fabbricato viaggiatori, un deposito locomotive principale dotato di officina per la manutenzione dei rotabili, uno stabile per la riverniciatura e rimessaggio di rotabili, una colonna dell'acqua per il rifornimento delle locomotive a vapore, una latrina esterna per i passeggeri, una piattaforma girevole ed una palazzina adibita come magazzino merci e ufficio per la direzione della ferrovia.

## Stato attuale
Sono ancora presenti il fabbricato viaggiatori, la biglietteria e la palazzina degli uffici della direzione del servizio in condizioni fatiscenti, mentre il deposito locomotive principale è tuttora usato per il rimessaggio e la manutenzione degli autobus.
Sul sedime ferroviario che costituiva lo scalo di S. Lucia è stato messo un parcheggio.